# Perigonica fulminans
Perigonica fulminans är en fjärilsart som beskrevs av Smith 1890. Perigonica fulminans ingår i släktet Perigonica och familjen nattflyn. Inga underarter finns listade i Catalogue of Life.